# Mary Wiseman
Mary Wiseman, född 30 juli 1985, är en amerikansk skådespelerska som blivit känd för sin roll som Sylvia Tilly i Star Trek: Discovery.
Wiseman växte upp i Milford, Pennsylvania och Gaithersburg, Maryland. Mellan 2011 och 2015 studerade hon på Juilliard School, där en av hennes klasskamrater var Mary Chieffo, som också senare fick en roll i Star Trek: Discovery. En annan klasskamrat var skådespelaren Noah Averbach-Katz, som Wiseman senare gifte sig med.